# J.I攻擊機
容克斯J.I攻擊機（Junkers J.I，制造序列名 J 4），是德意志帝國陸軍航空隊於第一次世界大戰所使用的一款地面攻擊機、偵察機和連絡機，由容克斯所研製，屬德國「J系列」裝甲航空機之一。J.I機是世界上第一款大規模量產的全金屬製飛機，它的金屬結構機身和厚實的裝甲可有效抵禦戰場輕武器的攻擊。

## 設計與發展
J.I的設計在當時算是相當先進，從螺旋槳後部一直到飛行員乘坐區後方設置了一個形狀有如浴缸的鋼盆，有著相當高的防護能力。引擎和機體結構緊密結合成一個單元，機上的裝甲厚達5公釐，重達470公斤重，保護著駕駛員、引擎、油箱和無線電設備（部份有設置）。操縱面板上，J.I機採用了可推拉、直接連結飛機內部零件的鋼桿，而非以往的抽拉式、容易被地面砲火打斷的鋼纜。J.I機採模組化設計，共可分解為機翼、機身、機尾、引擎等四大件與若干零配件，使其更容易藉由鐵路或公路運輸，只需要6到8名地勤人員即可重組飛機、4到6小時內即可出戰。機翼上還蒙著一層0.19公釐的鋁以提昇防護能力，但也因為容易凹陷，在地面上整備該機時也格外謹慎。

## 作戰紀錄
J.I機深受機組人員喜愛，但也因為它的笨重而被取了個「家具貨車」的綽號（Furniture van）。1917年8月，J.I機首次投入前線服役，1918年3月，它們在西線戰場的皇帝攻勢中第一次被大規模使用。J.I機可裝設兩挺朝下的機槍來進行對地攻擊任務，但由於射擊瞄準的困難，它們的用途是有限的。J.I機的主要用途在於與陸軍協同作戰和較低級別的偵查任務，也有被用於投擲彈藥補給到前線被孤立的據點。
不過，由於容克斯公司的生產線一片混亂，導致J.I產量極低，直至1919年1月生產停止前僅227架問世（少部份為戰後生產）。在戰鬥中，J.I機憑著堅強的裝甲而未有過被敵人摧毀的紀錄，但倒也有幾架因為著陸失敗或迷航等因素而損失。

## 使用國
德意志帝國
- 德意志帝國陸軍航空隊

## 現存機
只有一架相對完整的J.I機留存於世，流水號為「J.I 586/17」，目前保存於加拿大渥太華的航太博物館中，該機為J.I機的第252架，產於1918年，在1919年作為戰利品送至加拿大，原藏於加拿大戰爭博物館，後於1969年轉至航太博物館。
另外還有J.I機的機身殘骸存放於義大利米蘭的國家科技博物館。

加拿大航太博物館展出的J.I機
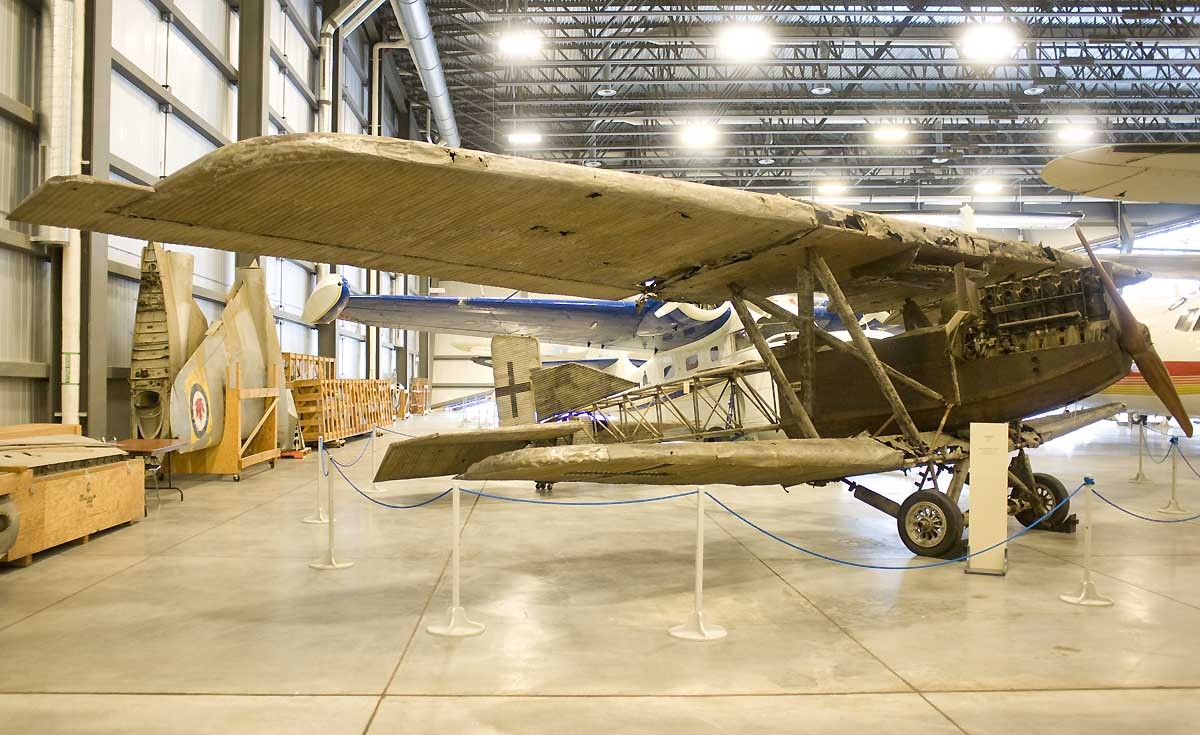
全視照
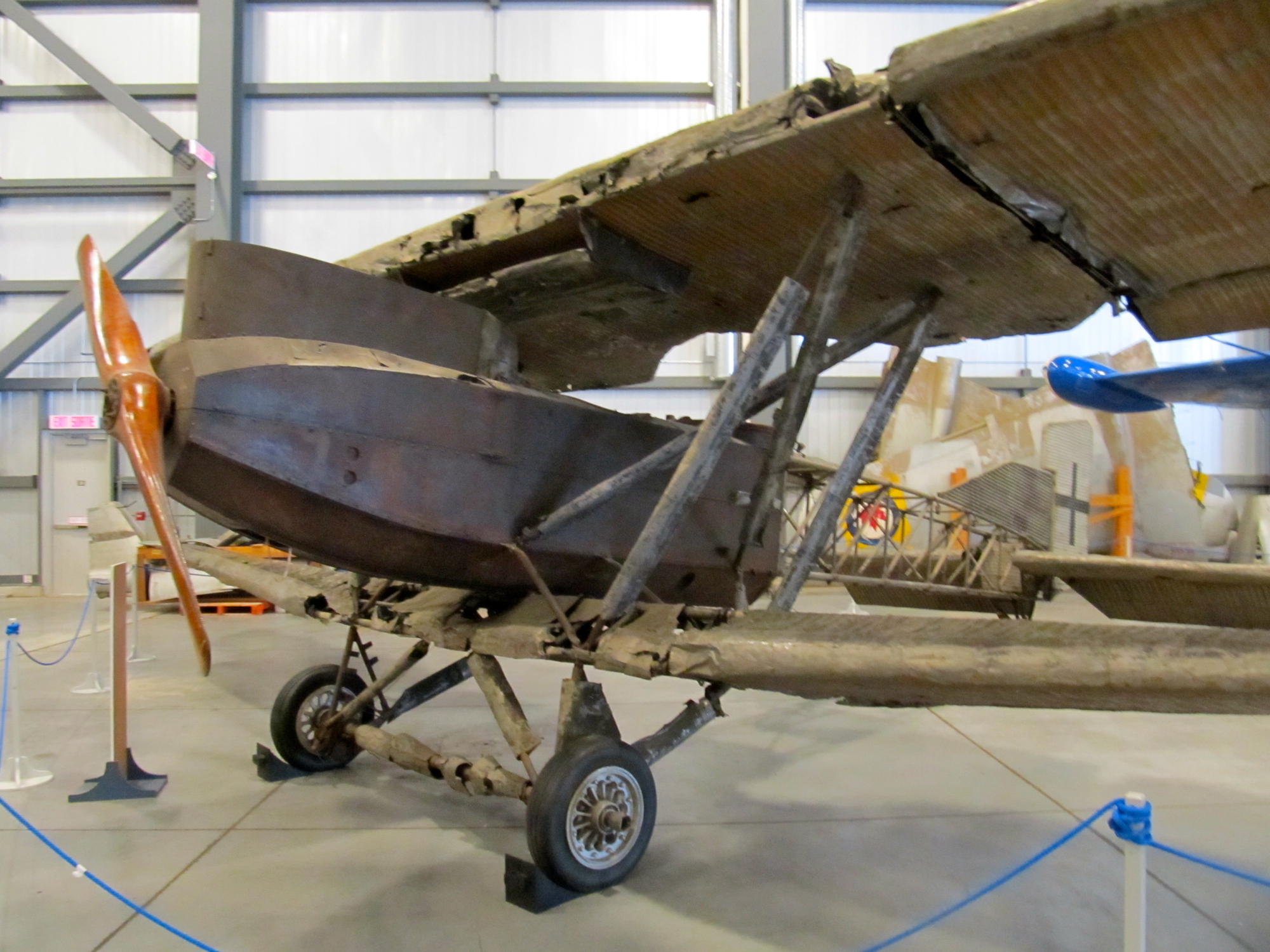
側照，可以見得駕駛艙下的「浴缸」型構造
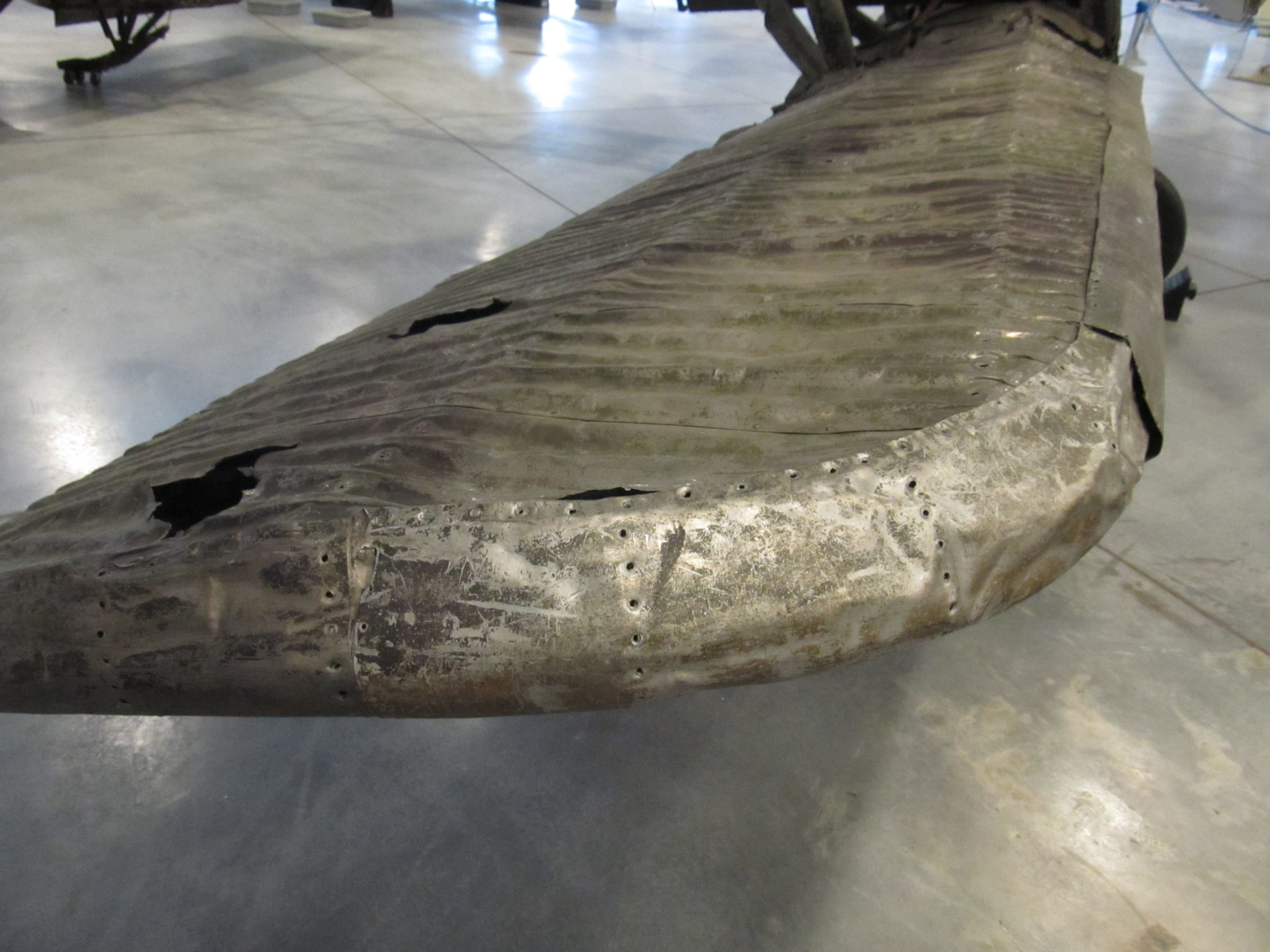
機翼上的鋁質金屬蒙皮
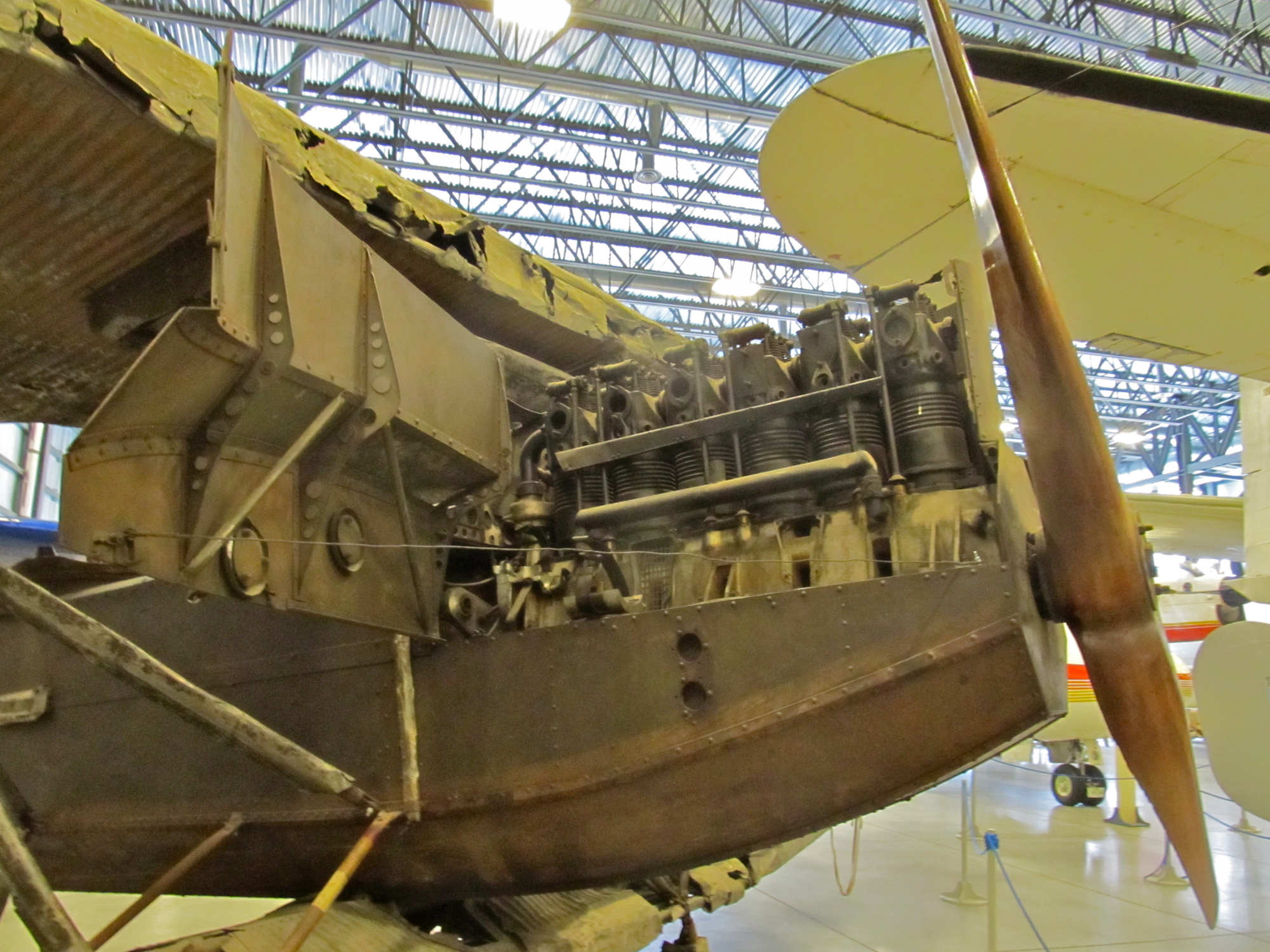
引擎與被扳開鑑賞的裝甲版

## 性能
基本诸元
- 乘员： 兩人（駕駛員與觀測員）
- 长度： 9.1公尺（29英呎10英吋）
- 翼展： 16.00公尺（52英呎6英吋）
- 高度： 3.4公尺（11英呎2英吋）
- 翼面积： 49.4平方公尺（531平方英呎）
- 空重： 1,766公斤（3,893磅）
- 总重： 2,140公斤（4,718磅）
- 发动机： 1 × 賓士Bz.IV直六水冷引擎，149千瓦（200匹馬力）

性能
- 最大速度： 155公里/時（97英里/時）
- 航程： 310公里（193英里）
- 实用升限： 4,000公尺（13,123英呎）

武器
- 固定式（前方）7.92公釐LMG 08/15機槍兩挺
- 可動式（後方）7.92公釐MG14機槍一挺

## 註腳
1. ↑  Grosz 1993, p. 3
2. ↑  以防止與1915年開發的「J 1」機混淆。
3. ↑  Taylor 1989, p. 538.
4. ↑  Flight March 1920, p. 315.
5. 1 2  Gray, Thetford 1987, p. 156.
6. 1 2  Flight March 1920, p. 317.
7. ↑  Grosz 1993, p. 4.
8. 1 2  Grosz 1993, pp. 6–7.
9. ↑  Grey 1919, pp. 320a–321a.
10. ↑  "Junkers JI." （页面存档备份，存于） Canada Aviation and Space Museum. Retrieved: 6 September 2011.
11. ↑  Genth, Thomas. "Junkers JI." （页面存档备份，存于） thomasgenth.de. Retrieved: 6 September 2011.